# Замок Святого Иоанна Крестителя
Замок Святого Иоанна Крестителя (исп. Castillo de San Juan Bautista), также известный как Чёрный замок (исп. Castillo Negro) — форт на острове Тенерифе (Канарские острова, Испания). Он выполнял роль второго по важности форта в обороне Санта-Крус-де-Тенерифе, столицы острова.  
Замок находится в самом центре города, рядом с Морским парком Сесара Манрике и позади Аудиторио-де-Тенерифе. Его строительство началось в 1641 году и закончилось в 1644 году. Спустя век, в 1765 году, замок был перестроен с добавлением к нему цилиндрической башни, обращённой к морю. До 1924 года замок Святого Иоанна Крестителя служил военным фортом, а 1948 году он был преобразован в военный музей.
В 1684 году испанский король Карл II дал право назначать смотрителя замка кабильдо Тенерифе, правительству острова. Эта должность, наряду с аналогичной в замке Сан-Кристобаль, была желанной для дворянства Тенерифе как почесть, а также и по двум другим важным причинам. Во-первых, её получение служило важнейшим способом доказать свой дворянский статус с целью получения орденов, вступления в maestranza de caballería (дворянское ополчение). Во-вторых, с должностью они получали ряд привилегий, касавшихся получаемым ими контролем за здравоохранением, портовой полицией, выдачей разрешений на вход и выход кораблей, выдачи прав на ловлю рыбу. Они также становились посредниками в конфликтах между рыбаками и горожанами.
Ежегодно в форте проводится реконструкция битвы при Санта-Крус-де-Тенерифе в ознаменование неудачной попытки британского адмирала Горацио Нельсона захватить город и весь архипелаг 25 июля 1797 года.